# Lorna B. Herseth
Lorna Helene Bertha Buntrock Herseth (* 5. April 1909 in Westport, South Dakota; † 8. September 1994 in Houghton, South Dakota) war eine US-amerikanische Politikerin (Demokratische Partei). Der Gouverneur von South Dakota Ralph Herseth war ihr Ehemann und die US-Kongressabgeordnete von South Dakota Stephanie Herseth Sandlin war ihre Enkelin.

## Werdegang
Lorna Helene Bertha Buntrock wurde 1909 als jüngstes von elf Kindern von Albert Paul Buntrock (1856–1921) und seiner Ehefrau Ida Minnie (1870–1961), geborene Yeske, in Westport (Brown County) geboren. Ihre Geschwister waren Herman Johannes Bernhard (1888–1928), Albert August (1890–1966), Anna Clara Elise (1891–1950), Ernst Franz Wilhelm (1892–1967), Otto Carl (1896–1976), August Frederich (1898–1959), Rudolph Emil „Rudy“ (1901–1974), Robert Theodore (1903–1924), Louise Ida Albertina (1905–1976) und Bernhardt Herbert „Ben“ (1907–1986). Die Familie war deutscher Abstammung. Buntrock wuchs auf einer Farm nordwestlich von Columbia (South Dakota) auf und besuchte die High School in Columbia, wo sie ihren Klassenkameraden und späteren Ehemann, Ralph Herseth, traf und sich in ihn verliebte. Herseth war das jüngste von acht Kindern. Seine Familie stammte aus Norwegen und lebte zu dieser Zeit acht Meilen von der Farm der Buntrocks entfernt. Herseth freite elf Jahre lang um Buntrock. Die Weltwirtschaftskrise überschattete diese Zeit. Das Paar heiratete schließlich am 23. Dezember 1937 in Columbia und bekam in der Folgezeit drei Kinder. Zum Zeitpunkt ihrer Hochzeit bekleidete Buntrock den Posten des Superintendents of Schools vom Brown County und Herseth beaufsichtigte das Sand Lake Civilian Conservation Corps (CCC) Camp. Nach ihrer Hochzeit fuhren sie nach Kalifornien in ihre Flitterwochen und dann zurück. Ihre erste Nacht verbrachten sie in dem St. Charles Hotel in Pierre (Hughes County). Vor ihrer Heirat besuchte Buntrock das Northern State Teachers College in Aberdeen (Brown County), wo sie ein zweijähriges Teaching Certificate erwarb, mit welchem sie an ländlichen Schulen unterrichtete, bevor sie Superintendent of Schools vom Brown County wurde.
Buntrock lebte mit Unterbrechungen beinahe 30 Jahre lang mit ihrem Ehemann auf einer Ranch an der Ostseite vom Sand Lake in der Nähe von Houghton. Herseth saß viele Jahre lang im Senat von South Dakota und fungierte von 1959 bis 1961 als 21. Gouverneur von South Dakota. Buntrock fungierte während seiner Amtszeit als Gouverneur als seine First Lady. Nach dem Tod ihres Ehemannes am 24. Januar 1969 lebte Buntrock eine kurze Zeit in Aberdeen. Während dieser Zeit wurde sie von der Demokratischen Partei darum gebeten, für den Posten des Secretary of State von South Dakota zu kandidieren, was sie schließlich tat. Buntrock gewann 1972 die Wahl und die nachfolgende Wiederwahl. Sie bekleidete den Posten von 1973 bis 1979.
Nach ihrem Rückzug von der politischen Bühne lebte sie in Pierre. Buntrock machte eine Studienreise in das Heilige Land, welche von der Northern State University gesponsert wurde. Des Weiteren unternahm sie Ausflüge nach Holden Village (Washington), ein christliches Rückzugszentrum in den North-Cascades-Bergen. Buntrock spielte Bridge, züchtete Schwertlilien (glorious irises) und schrieb eine Autobiografie.